# Mycetoma sapporense
Mycetoma sapporense là một loài bọ cánh cứng trong họ Tetratomidae. Loài này được Nakane miêu tả khoa học đầu tiên năm 1991.